# Rekommandeur

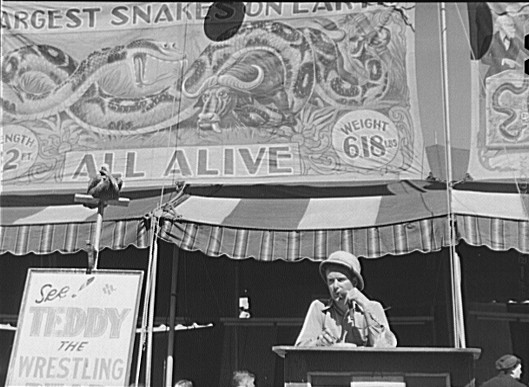
Rekommandeur auf einem Volksfest in den USA 1941

Ein Rekommandeur (über französisch recommander ‚jemandem etwas einreden‘, ‚empfehlen‘ von lateinisch recommendare ‚empfehlen‘, ‚anbieten‘; auch: Anpreiser, Ausrufer) ist eine Person, die das Geschehen bei einem Fahrgeschäft mit lustigen Sprüchen begleitet und auf diese Weise die passierenden Volksfestbesucher zur Mitfahrt/Nutzung animieren soll. Meist ist der Rekommandeur auch für die Steuerung des Fahrgeschäftes sowie das Verkaufen der Fahrchips zuständig. Häufig übernimmt er außerdem die Beschallung des Fahrgeschäftes als DJ.

## Geschichte
Rekommandeure lockten bis weit ins 20. Jahrhundert hinein vor allem in die Vorstellungen der Schaubuden, darunter Menagerien, Panoptiken, Jahrmarkt-Varietés, Abnormitäten-Shows, Zauberbuden. Auf dem Podium vor der Schaubude versuchten die Rekommandeure lautstark, die vorbeischlendernden Volksfestbesucher zunächst zum Stehenbleiben und anschließend zum Besuch der Shows zu animieren. Hierbei bedienten sie sich des Mittels der Übertreibung, oft aber auch eines volkstümlichen, derb-ironischen Humors.
Gute Rekommandeure, die genau auf das Publikum des jeweiligen Festplatzes eingehen konnten, waren für den wirtschaftlichen Erfolg einer Schaustellung entscheidend. Nicht selten traten die Schaubuden-Prinzipale selbst als Rekommandeure in Erscheinung. Die „Anheizer“ größerer offener Verlosungsgeschäfte sind ebenfalls zu den Rekommandeuren zu zählen, sofern sie mit entsprechenden Bemerkungen das Publikum zum Loskauf animieren. Auch vor Kinos standen früher Rekommandeure, um Zuschauer anzulocken.

## Wissenswertes
- Die Hauptfigur des Musicals Carousel ist ein Rekommandeur, ebenso wie Liliom, der in dem gleichnamigen Stück das als Vorlage zu Carousel diente, als Rekommandeur auftritt.
- Regionale Bekanntheit erlangte wegen seiner originellen Paraden der Schaubudenbesitzer Michael August Schichtl auf dem Münchner Oktoberfest.